# José Martín Recuerda
José María Martín Recuerda (Granada, 17 de juny de 1926 - Salina, 8 de juny de 2007) va ser un dramaturg andalús.

## Biografia
Llicenciat en Filosofia i Lletres per la Universitat de Granada, a partir de 1947 va començar a exercir la docència, primer a Granada, com a professor adjunt de Llengua i Literatura espanyola a l'Institut Padre Suárez, i posteriorment, l'any 1965 a Madrid, en l'Instituto Ramiro de Maeztu. En els anys 50 va fundar i va dirigir el Teatro Español Universitario de Granada.
En aquesta època va començar a escriure teatre, i en 1954 va estrenar la seva primera obra, La plana. La seguirien vindrien èxits com El teatrito de Don Ramón (1959), Las salvajes en Puente San Gil (1963),Como las secas cañas del camino (estrenada en 1965), Las ilusiones de las hermanas viajeras (1973), El caraqueño (1968), El engañao (1972) i Las arrecogías del beaterio de Santa María Egipciaca (1977, protagonitzada per Concha Velasco y dirigida per Adolfo Marsillach).
El 1966, va marxar voluntàriament d'Espanya. Va residir primer a París, on va ser professor de la Universitat de la Sorbona, i més tard va marxar als Estats Units per a impartir classes a la Universitat de Washington i al Humboldt State College de Califòrnia. Va tornar a Espanya en 1971.
En 1999, es va crear amb el seu nom el guardó de literatura dramàtica Premi José Martín Recuerda, on va ser membre del jurat fins a la seva defunció. S'ha vingut lliurant anualment —excepte en 2005— fins a 2009; després de tres anys de silenci, va tornar a convocar-se en 2012 en la seva onzena edició.
La seva obra, lúcida i molt crítica amb la mentalitat, els vicis i les convencions de la societat espanyola, és considerada com una de les més sòlides del teatre espanyol, hereva del teatre de Valle-Inclán i de Federico García Lorca.

## Obra escrita
- El padre Aníbal (1941)
- El enemigo (1943)
- Dauro (1944) [inèdita]
- La reina soñada (1945) [inèdita]
- Caminos (1945) [inèdita]
- La llanura (1947)
- Los átridas (1951) [inèdita]
- El payaso y los pueblos del Sur (1951) [inèdita]
- Ella y los barcos (1952) [inèdita]
- Las ilusiones de las hermanas viajeras (1955)
- El teatrito de don Ramón (1957)
- Como las secas cañas del camino (1960)
- Las salvajes en Puente San Gil (1961)
- El Cristo (1964) [inèdita]
- ¿Quién quiere una copla del Arcipreste de Hita? (1965)
- El caraqueño (1968)
- Las arrecogías del beaterio de Santa María Egipciaca (1970)
- El engañao (1972)
- Caballos desbocaos (1978)
- Las conversiones (1980)
- Carteles rotos (1983)
- La Troski (1984)
- Amadís de Gaula (1986)
- La Troski se va a las Indias (1987)
- La deuda (1988)
- Las reinas del Paralelo (1991)
- La "Caramba" en la iglesia de San Jerónimo el Real (1993)
- El enamorado (1994) [inèdita]
- Los últimos días del escultor de su alma (1995) [inèdita]
- La garduña (1998) [inèdita]